# Peștera Nerja
Peștera Nerja reprezintă o serie de caverne și este situată aproape de orașul Nerja în Andaluzia, Spania.

## Geografia
Peștera se întinde pe aproape 5 km și este una dintre atracțiile turistice majore din Spania. Concerte sunt organizate în mod regulat într-una din camerele care formează un amfiteatru natural. Peștera este împărțită în două părți principale cunoscute sub numele de Nerja I și II Nerja. Nerja I cuprinde Galeriile Show, care sunt deschise pentru public, cu acces relativ ușor. Nerja II, care nu este deschisă pentru public cuprinde Galeria Superioară descoperită în 1960 și noua galerie care a fost descoperită în 1969.

## Particularitate
Peștera Nerja este peștera cu cea mai mare stalactită din lume.

## Istoria
Peștera a fost descoperită la 12 ianuarie 1959 de trei prieteni, care au intrat printr-un orificiu îngust, cunoscut sub numele de "La Mina". Acesta face parte din cele două intrări naturale în sistemul de caverne. O a treia intrare a fost creată în 1960 pentru a permite accesul facil pentru turiști.

## Galerie imagini

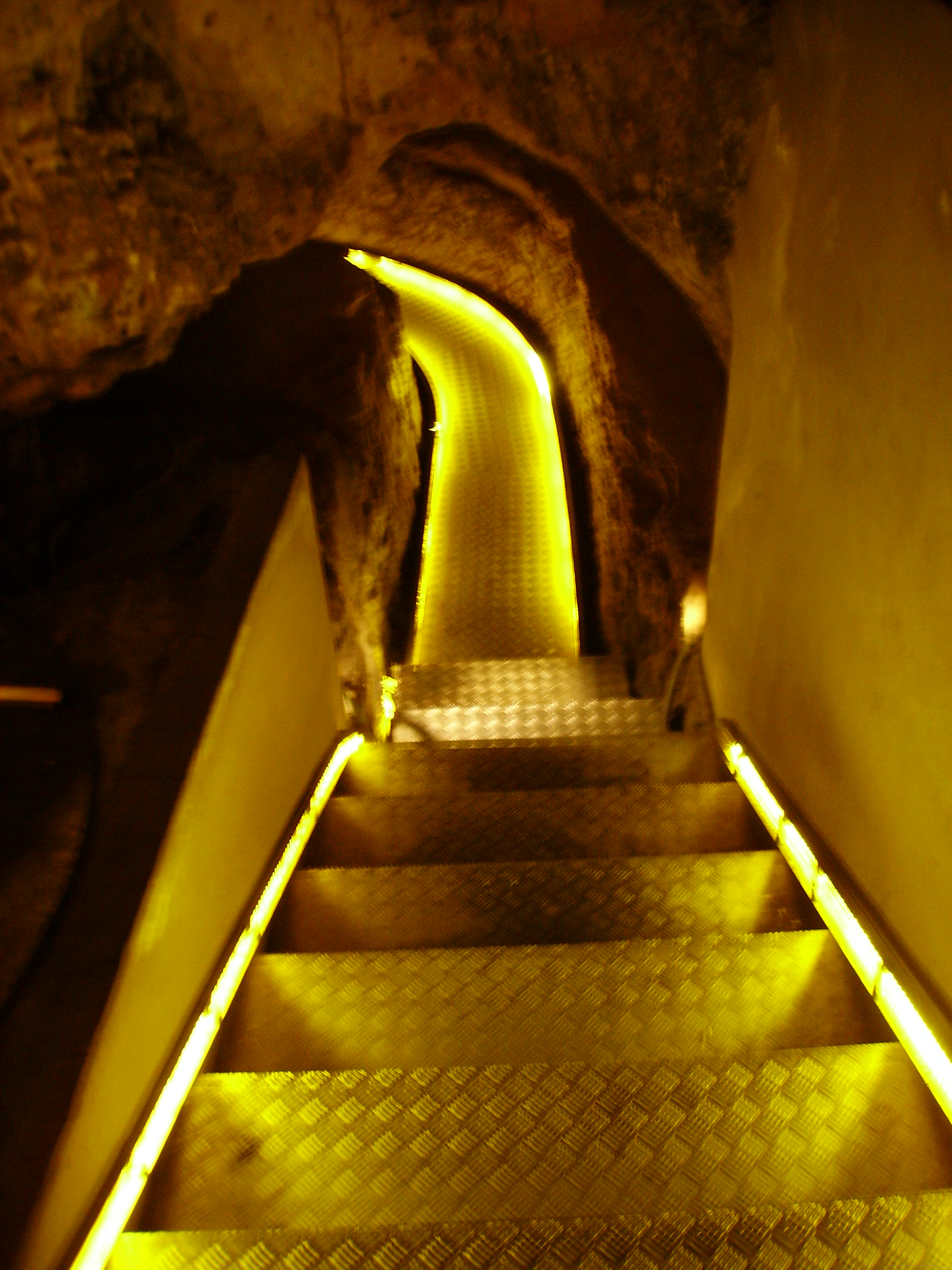
Intrarea în peşteră
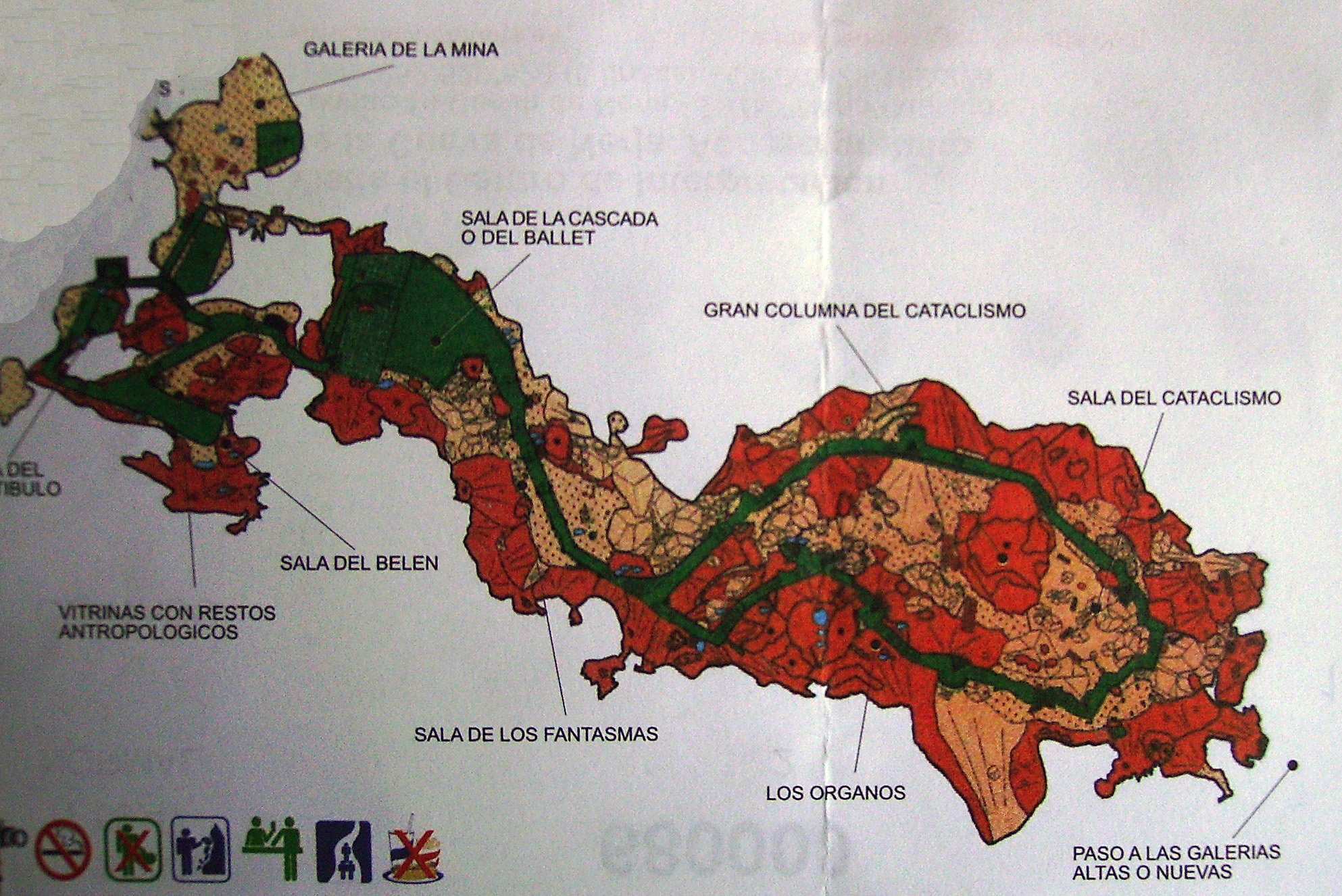
Harta
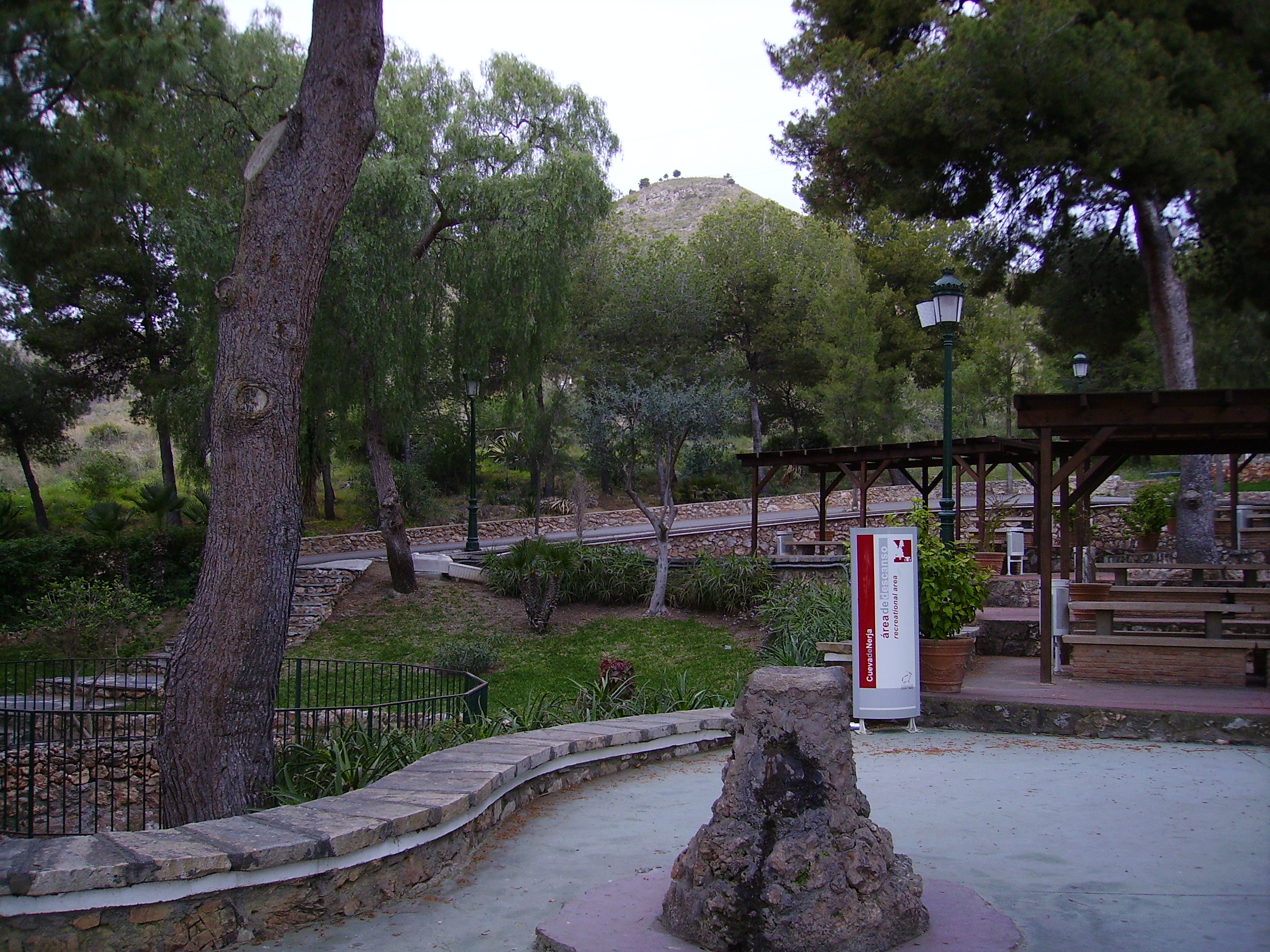
Exterior
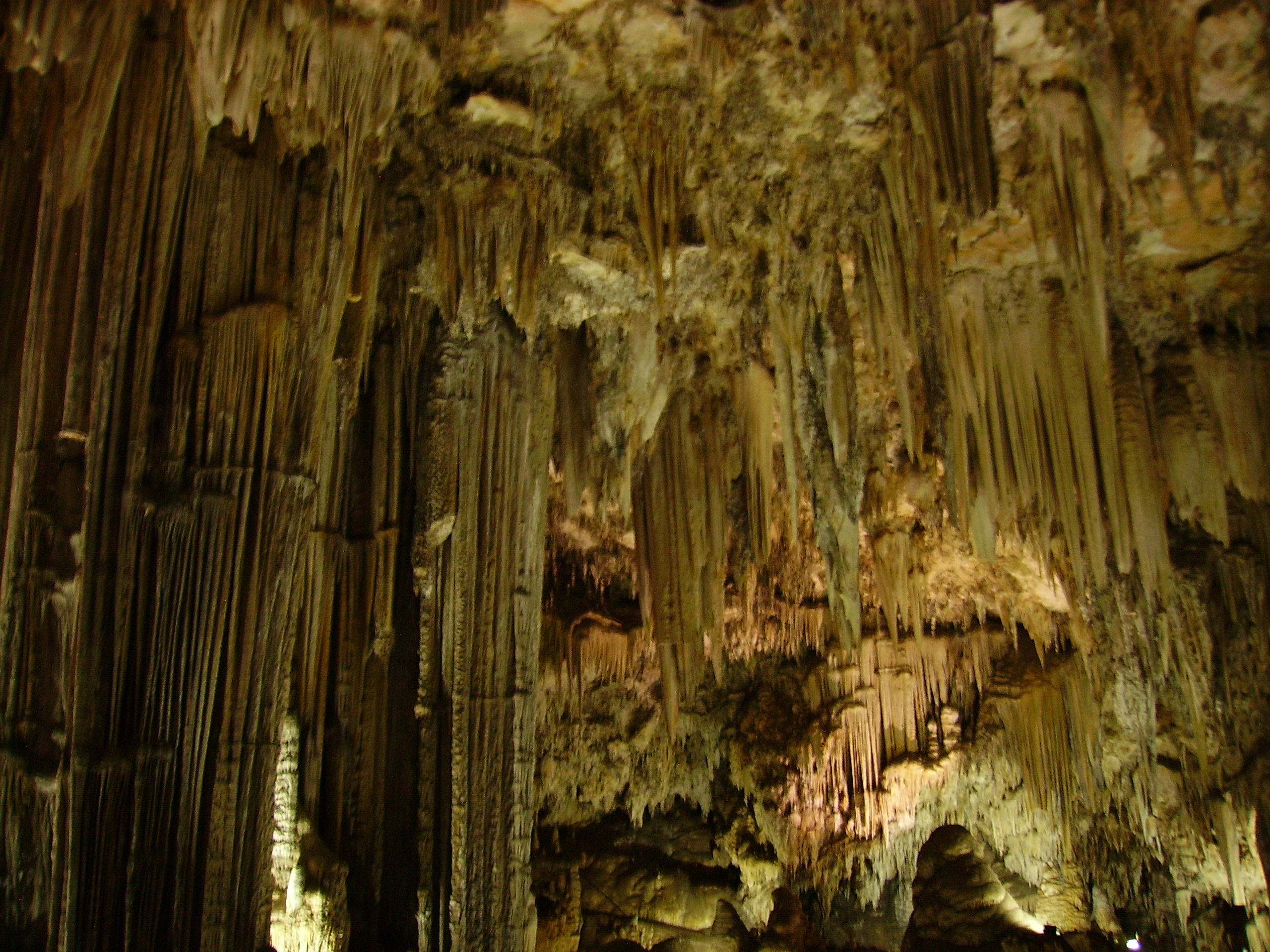
Interior
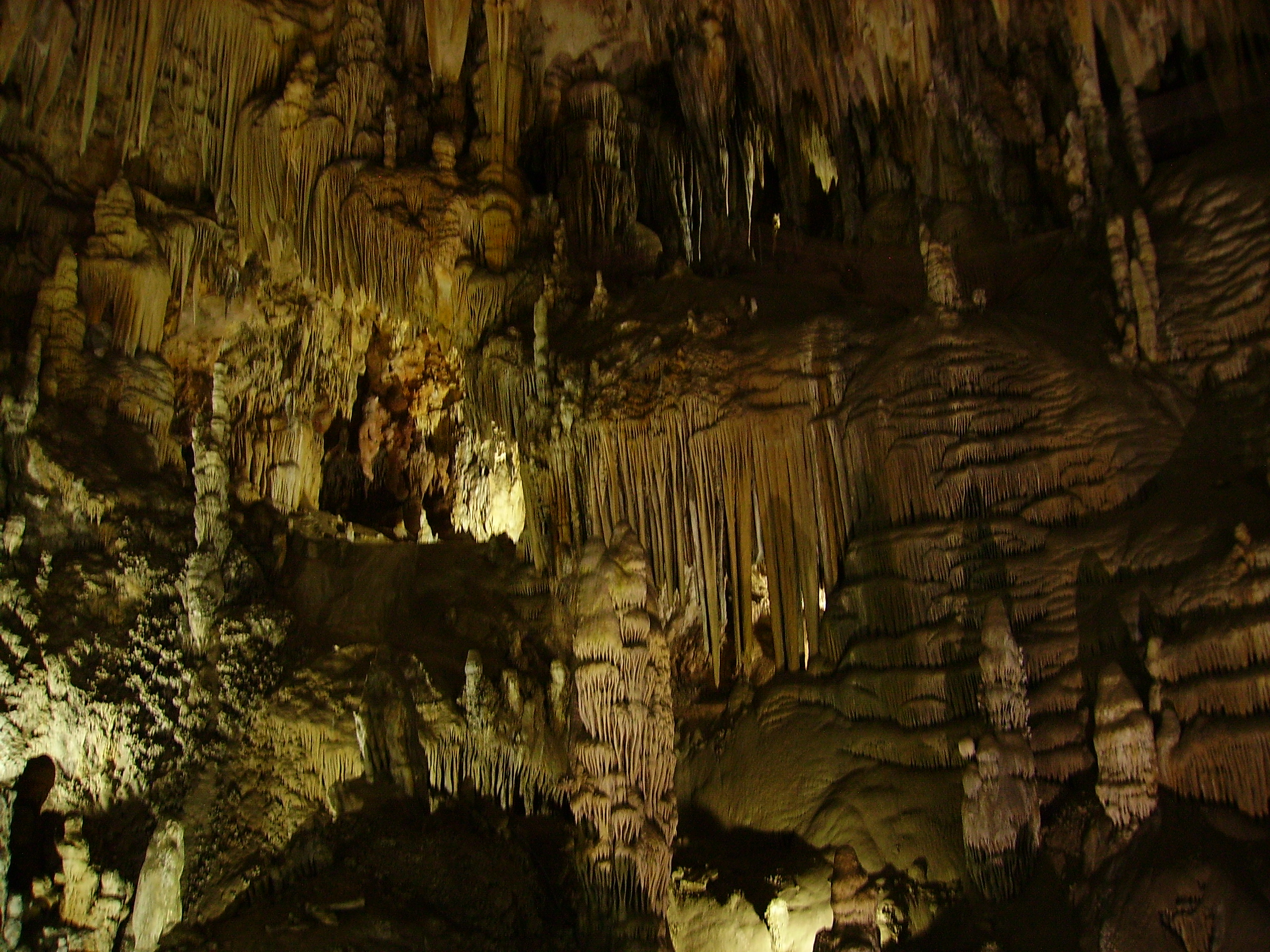
Interior
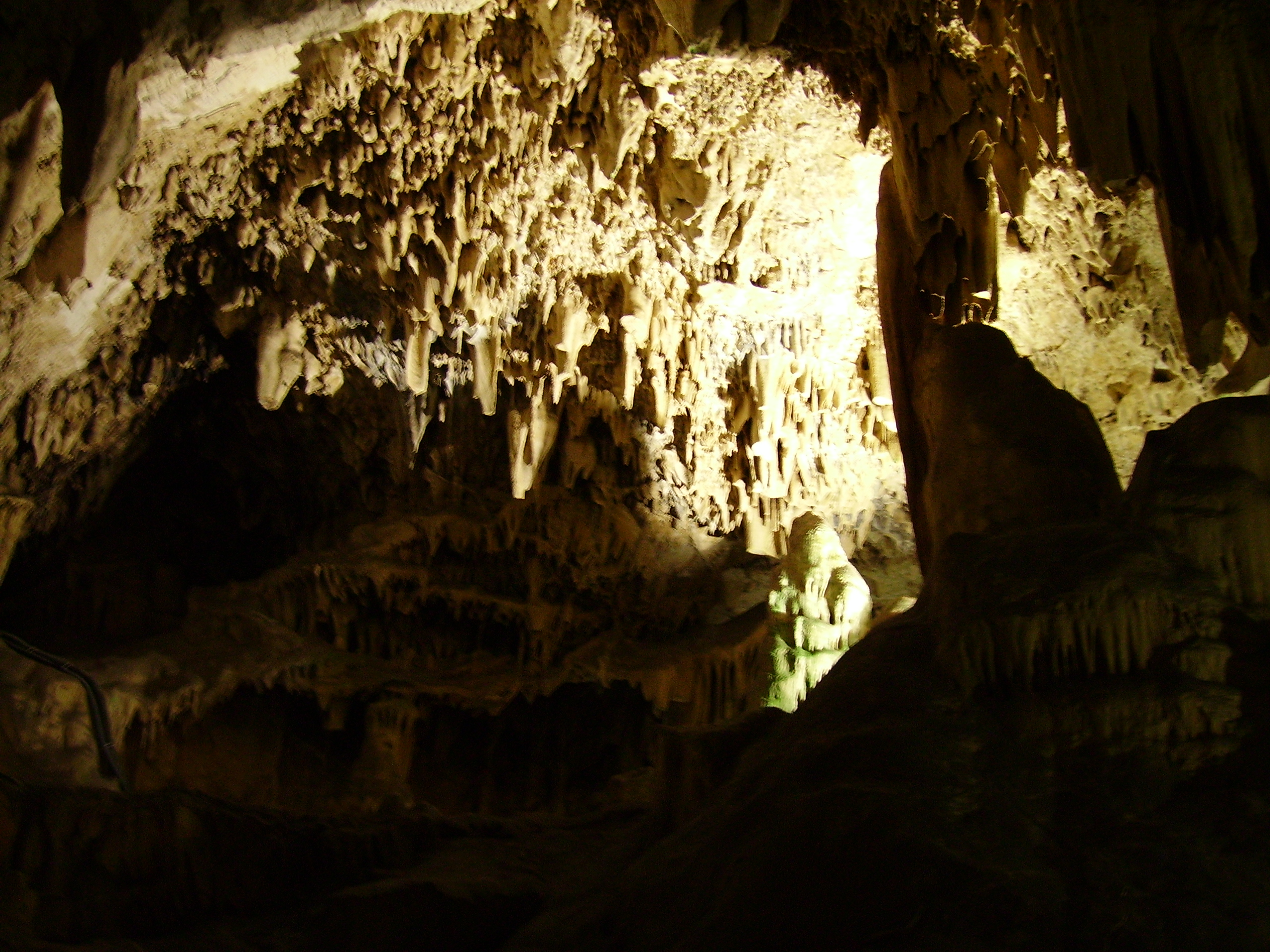
Interior
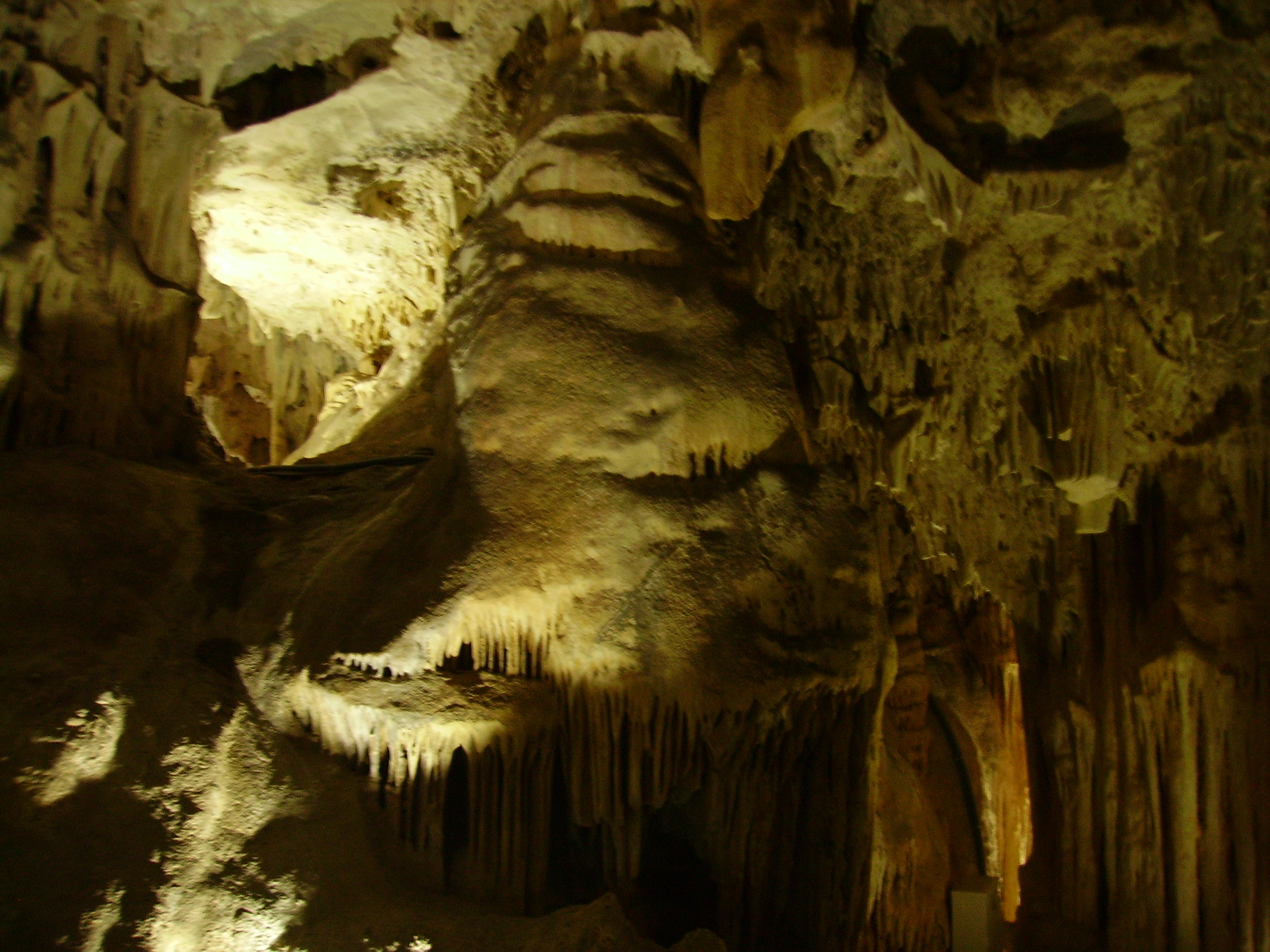
Interior
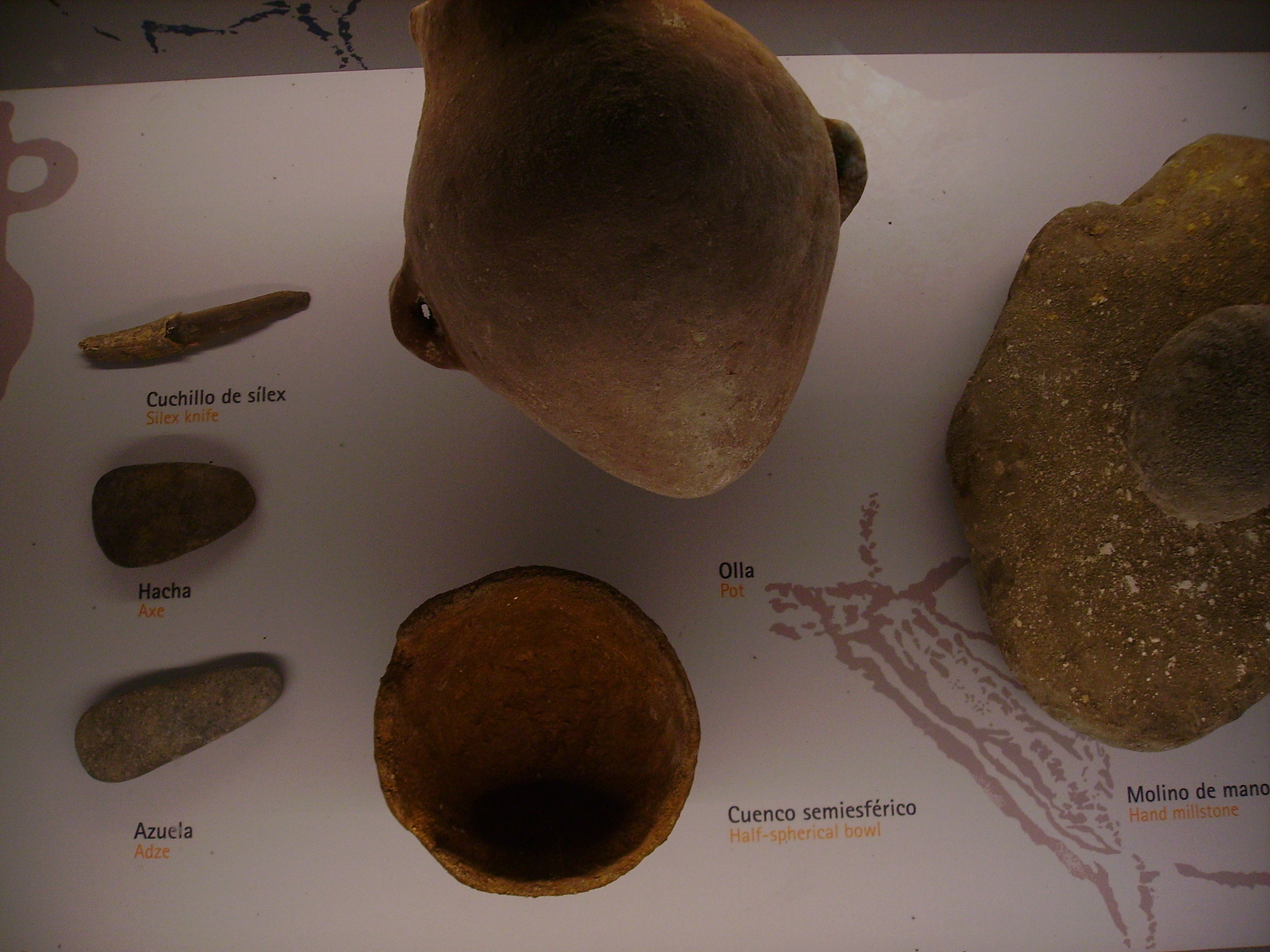
Artefacte